# De Havilland Venom
De Havilland DH.112 Venom – brytyjski samolot myśliwsko-bombowy opracowany na początku lat 50. XX wieku przez przedsiębiorstwo de Havilland. Samolot, będący następcą myśliwca de Havilland Vampire, charakteryzował się podobną do poprzednika dwubelkową konstrukcją, a jego napęd stanowił turboodrzutowy silnik Ghost.

## Historia
Samolot Venom powstał jako rozwinięcie myśliwca de Havilland Vampire, w którym główne ulepszenie stanowił silnik de Havilland Ghost, o większym ciągu, zamiast silnika Goblin, oraz skrzydła o cieńszym profilu. Wcześniej silnik Ghost był testowany w 1947 roku na jednym myśliwcu Vampire i testy wykazały, że nowy silnik i zmiana konstrukcji skrzydeł pozwoli na przyrost prędkości maksymalnej. Lotnictwo brytyjskie zamówiło budowę dwóch prototypów, początkowo pod oznaczeniem Vampire FB.8, ostatecznie zmienionym na nowe oznaczenie fabryczne DH 112 i nazwę Venom (z ang. jad). Oprócz cieńszych skrzydeł, widoczną różnicę stanowiła zmiana ich kształtu skrzydła, z przednią krawędzią o większym skosie 17°6′, a tylną prostopadłą do kadłuba, zamiast trapezowych w Vampire. Typowym dodatkiem odróżniającym nowy samolot były też dodatkowe zbiorniki paliwa na końcach skrzydeł o pojemności po 75 galonów (341 l).
Oblot prototypu samolotu Venom o numerze VV612 miał miejsce 2 września 1949 roku w Hatfield (pilot John Derry). Dopiero 14 września 1949 roku brytyjskie lotnictwo wydało formalną specyfikację F.15/49 na rozwój samolotu Vampire o cienkich skrzydłach. W 1950 roku prowadzono próby prototypu w ośrodku RAF w Boscombe Down, które wykazały konieczność poprawek. 23 lipca 1950 roku oblatano drugi prototyp (VV613). Równocześnie uruchomiono produkcję seryjną pierwszej wersji myśliwsko-bombowej Venom FB.1 (od Fighter-Bomber Mark 1). Pierwsze sześć samolotów seryjnych również służyło do różnych testów. Po zbudowaniu 15 samolotów w siedzibie de Havillanda w Hatfield, przeniesiono produkcję do nowej fabryki w Chester, skąd pierwszy dostarczono 26 lipca 1952 roku. Ogółem zbudowano 375 samolotów wersji FB.1.

## Służba

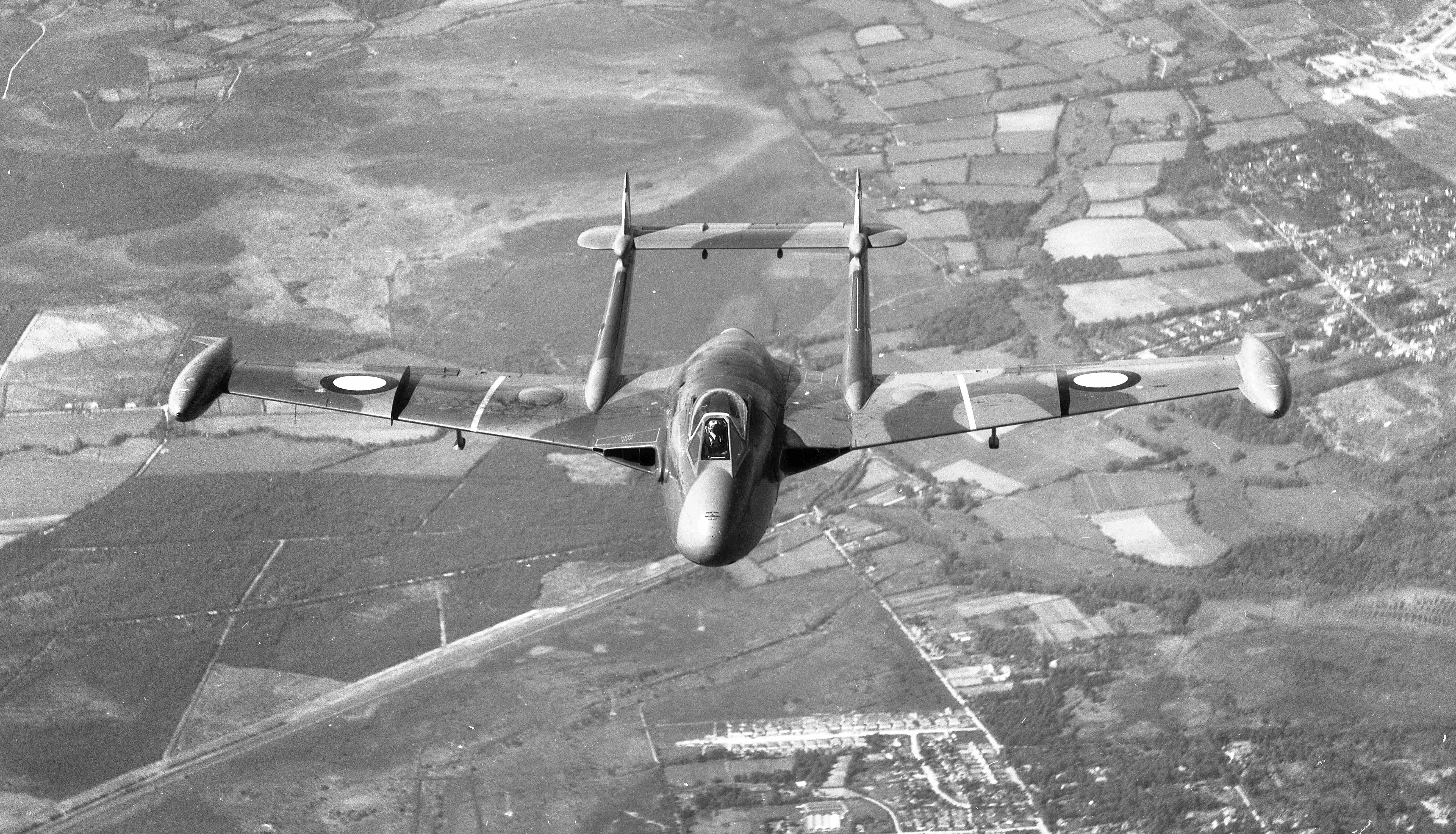
de Havilland Venom w locie, 1952 r.

Pierwsze samoloty trafiły do ośrodka doświadczalnego RAF Central Fighter Establishment w West Rayham, poczynając od 21 kwietnia 1952 roku, w celu wypracowania ich użycia. Zdecydowano, że wejdą najpierw na wyposażenie 2. Armii Lotnictwa Taktycznego (2 TAF, 2nd Tactical Air Force) stacjonującej w Niemczech zachodnich, podczas gdy zasadniczym myśliwcem w Wielkiej Brytanii pozostanie Gloster Meteor. W sierpniu 1952 roku otrzymała je pierwsza jednostka bojowa – 11 Dywizjon (Squadron) 2 TAF, stacjonujący w Wunstorf w Niemczech. Doświadczenia służby wykazały konieczność wzmocnienia struktury skrzydeł, co było wykonywane przy użyciu zestawów od producenta. Do początku 1954 roku samoloty Venom otrzymały trzy skrzydła z dziewięcioma dywizjonami stacjonujące w Niemczech: nr 121 w Fassberg (dywizjony: 14, 98, 18), nr 139 w Celle (dywizjony: 16, 94, 145) i nr 123 w Wunstorf (dywizjony: 5, 11, 266). Samoloty Venom FB.1 otrzymały ponadto dywizjony brytyjskie stacjonujące na Bliskim Wschodzie (Jordania, Irak, Cypr, Aden) i na Malajach i w Hongkongu.
W 1952 roku do służby w trafiły pierwsze jednomiejscowe egzemplarze samolotu, a rok później służbę rozpoczęły także dwumiejscowe myśliwce w wersji nocnej. Samoloty Venom, stacjonujące głównie poza granicami Wielkiej Brytanii – na Bliskim i Dalekim Wschodzie oraz w Niemczech Zachodnich, wzięły udział m.in. w działaniach podczas kryzysu sueskiego. Ostatnie samoloty tego typu zostały wycofane ze służby w 1962 roku.
Poza Wielką Brytanią samoloty służyły w siłach powietrznych Iraku, Nowej Zelandii, Szwajcarii, Szwecji, Wenezueli oraz Włoch. Ostatnie egzemplarze zakończyły służbę w 1983 roku.
Na bazie samolotu opracowano również morską wersję Sea Venom.